# María Sefidari

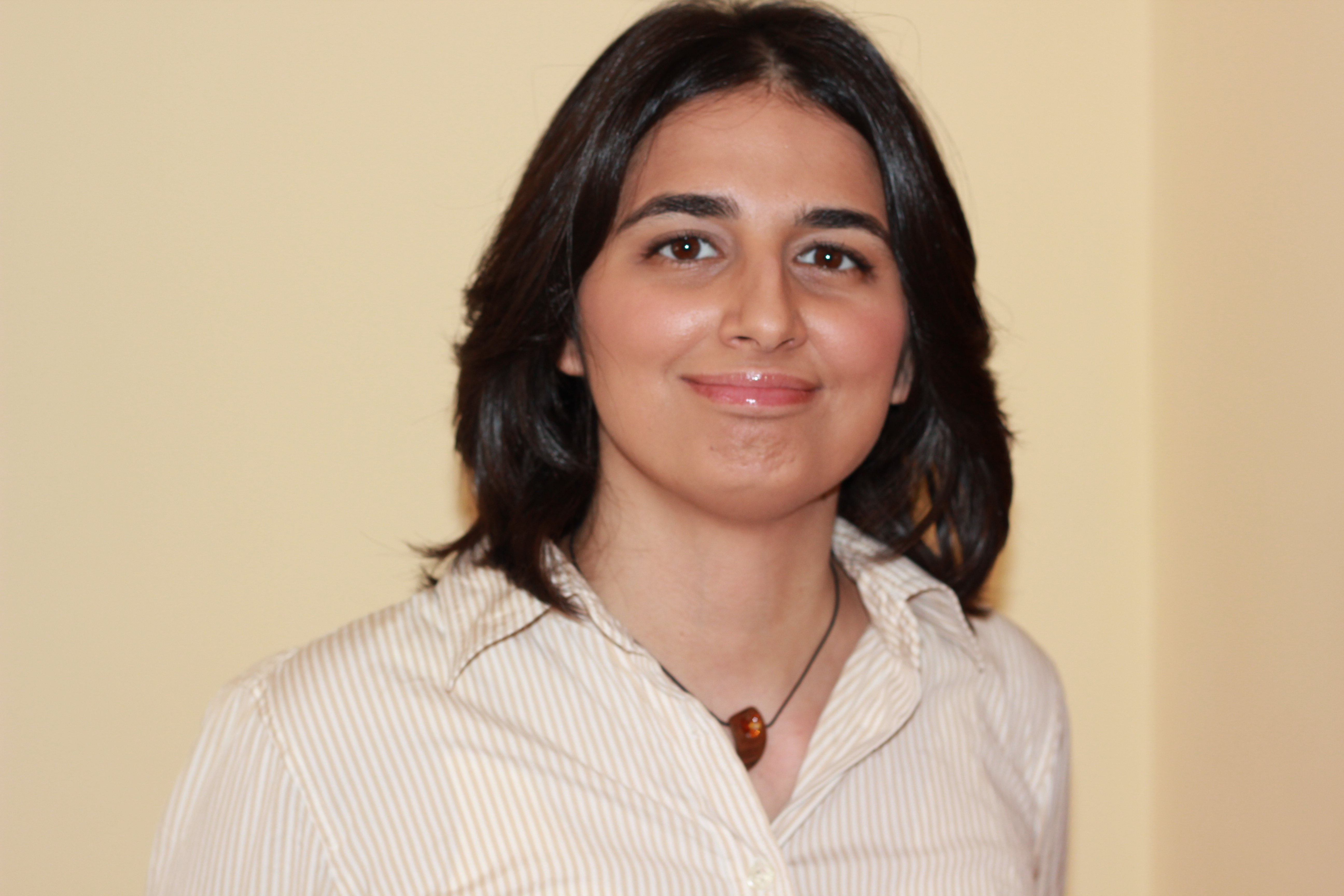
María Sefidari 2014

María Sefidari Huici (* 1982 in Madrid) ist eine spanische Psychologin, Dozentin und Spezialistin für digitale Kommunikation und Kultur sowie Expertin für kooperatives Management. Sefidari ist Aktivistin für freies Wissen und war vom 20. Juli 2018 bis zu ihrem vorzeitigen Ausscheiden aus dem Gremium Anfang Juni 2021 Vorsitzende des Kuratoriums der Wikimedia Foundation.

## Leben und Wirken
Sefidari wurde 1982 in Madrid geboren, wo sie auch lebt. Sie absolvierte ein Studium der Psychologie an der Universidad Complutense und erwarb später an derselben Universität einen Master in Handel und Tourismus. 2014 wurde sie Stipendiatin des Programmes „Techweek Women’s Leadership Fellows“, das auf die Unterstützung weiblicher Führungskräfte in Wirtschaft und Technologie angelegt war. Seit 2015 ist sie Dozentin für den Master-Studiengang „Digitale Kommunikation, Kultur und Soziales“ an der Universität Rey Juan Carlos in Madrid.
Sefidari begann 2006, Beiträge unter dem Namen „Raystorm2“ für die Wikimedia-Projekte zu erstellen. In Interviews erklärte sie, sie habe Wikipedia entdeckt, als ihre kleine Schwester sie darauf aufmerksam gemacht habe, dass es eine Website gebe, die jeder schreiben oder bearbeiten könne. „Alles begann damit, dass Sie sich auf ein Thema einließen und viele Stunden Zeit damit verbrachten, Artikel zu verbessern, und Sie stellten fest, dass es Richtlinien gab, die geändert werden sollten.“ Kurz darauf startete sie das LGBT-Projekt in der spanischen Wikipedia, um diesen Gruppen Sichtbarkeit zu verleihen und alle Inhalte zu diesem Thema zu verbessern und zu organisieren, inspiriert von einer ähnlichen Bewegung, die in der angelsächsischen Enzyklopädie existierte.
Neben ihrer inhaltlichen Arbeit war Sefidari an der Wikimedia-Bewegung beteiligt. 2011 war sie Gründungsmitglied von Wikimedia Spanien und wurde erste Vizepräsidentin dieser Organisation. Im Jahr 2015 konzentrierte sich auf das Projekt „Wikimujeres“ einer Gruppe von Wikimedia-Nutzern, die die Präsenz von Frauen im Wikipedia-Projekt stärken und die Kluft zwischen den Geschlechtern dort überwinden wollte. Sefidari war in mehreren Lenkungsausschüssen der Wikimedia-Bewegung tätig, darunter im Verbandsausschuss und im Verwaltungsrat, in denen sie den Vorsitz führte. Im Jahr 2013 wurde sie als erste Spanierin in den Vorstand der Wikimedia Foundation gewählt, dem sie bis 2015 angehörte. 2016 wechselte sie erneut zur Wikimedia Foundation, um eine von der Community ausgeschriebene Stelle zu besetzen; sie übernahm die Vizepräsidentschaft der Organisation. 2017 wurde sie als Vizepräsidentin bestätigt. In diesen Jahren hat sie an zahlreichen Veranstaltungen für offenes und freies Wissen sowie über die Einbeziehung von Vielfalt und Gleichbehandlung in die Inhalte von Wikipedia teilgenommen.
Im Juli 2018 wurde Sefidari bei der 14. Wikimania-Jahrestagung zur Vorsitzenden (Chair) des Kuratoriums (Board of Trustees) Wikimedia Foundation gewählt. Sie trat von ihrer Position Anfang Juni 2021 zurück.